# Jaroslav Brož
Jaroslav Brož (* 22. února 1963 Náchod) je římskokatolický kněz, biblista-novozákoník a od května 2024 do srpna 2025 děkan Katolické teologické fakulty Univerzity Karlovy.

## Život
Pochází ze sedmi sourozenců, jeho bratrem je pomocný biskup královéhradecký a bývalý děkan Katolické teologické fakulty Univerzity Karlovy Prokop Brož. Jeho rodina pochází z Červeného Kostelce, v roce 1981 absolvoval gymnázium v Trutnově a přihlásil se ke studiu na Cyrilometodějské bohoslovecké fakultě v Litoměřicích. Studium úspěšně ukončil v roce 1988 a 25. června 1988 byl v Hradci Králové vysvěcen na kněze.
Poté působil až do roku 1993 v kněžské službě v královéhradecké diecézi, naposledy jako duchovní správce v Krucemburku (tehdejší Křížové). Už od roku 1990 byl s přestávkami také odborným asistentem Katolické teologické fakulty Univerzity Karlovy a v roce 1994 na ní získal licenciát teologie. V letech 1994 až 1997 studoval v Římě na Papežském biblickém institutu (Pontificium Institutum Biblicum) a toto studium zakončil licenciátem biblických věd (SSL). V letech 1997–2000 absolvoval doktorské studium na Univerzitě Karlově v Praze.
Je čestným kanovníkem Katedrální kapituly při chrámu Svatého Ducha v Hradci Králové a dne 3. července 2010 se stal také sídelním kanovníkem Kolegiátní kapituly Všech svatých na Hradě pražském, na post později rezignoval a byl jmenován kanovníkem nesídelním.
V únoru 2011 byl zmiňován v souvislosti s výběrem nového biskupa královéhradecké diecéze, jímž se však nakonec stal Jan Vokál.[zdroj?] Od roku 2018 slouží Jaroslav Brož také jako tzv. externí spirituál (vedle stávajícího spirituála, Mons. Josefa Žáka) v pražském kněžském semináři. K 1. listopadu 2018 byl pak jmenován sídelním kanovníkem Vyšehradské kapituly.
Brož občas působí také jako exorcista, na toto téma i přednáší.

### Děkan
V únoru 2024 byl zvolen kandidátem na děkana KTF UK, kdy v tajné volbě získal 7 hlasů proti 5 hlasům pro Alberta-Petera Rethmanna. Do funkce děkana byl uveden rektorkou Univerzity Karlovy 3. května 2024, poté co byla jeho volba potvrzena Apoštolským stolcem.
Dne 16. ledna 2025 spustil akademický senát proces odvolání děkana, když schválil návrh na odvolání děkana jako přípustný, o necelé dva týdny později pak většinou 8/2/1 přijal návrh na jeho odvolání. Brož byl následně rektorkou univerzity, Milenou Králíčkovou, odvolán. Proti odvolání se bránil žalobou u Městského soudu v Praze, žalobě soud přiznal odkladný účinek a Jaroslav Brož tedy zůstal nadále děkanem fakulty. Nově zvolený akademický senát při mimořádném zasedání dne 6. června opět schválil dvoutřetinovou většinou přípustnost hlasování o odvolání děkana a na konci července 2025 jej rektorka Králíčková opět odvolala z funkce. Snaha o kontaktování děkana Brože však byla neúspěšná a při pokusu o předání rozhodnutí ze strany rektorky 25. července došlo z obav o Brožův zdravotní stav k násilnému vstupu Policie ČR, Hasičského záchranného sboru a zdravotníků do jeho bytu.
Dne 5. srpna 2025 Jaroslav Brož ukončil svou pracovní neschopnost a rozhodnutí o odvolání převzal. Rozhodnutí nicméně považuje za nezákonné z důvodu doposud trvajícího nedořešení situace kolem prvního pokusu o odvolání, po kterém byl soudně navrácen do funkce.